# 속음부동맥
속음부동맥(internal pudendal artery), 또는 내음부동맥은 속엉덩동맥에서 갈라지는 두 종말가지 중 하나로, 세 개의 음부동맥 중 하나이다. 성기에 혈액을 공급한다.

## 구조
속음부동맥은 아래볼기동맥과 함께 속엉덩동맥 앞갈래의 종말가지이다. 남성에서보다 여성에서 더 작다.

### 주행 경로
속엉덩동맥의 앞갈래에서 시작하여 가쪽 골반 벽을 따라 주행한다. 속음부동맥은 볼기 영역으로 들어가기 위해 궁둥구멍근보다 아래쪽에서 큰궁둥구멍을 통해 골반안을 빠져 나온다.
그 후 엉치가시인대 주위를 돌아 작은궁둥구멍을 통해 샅으로 들어간다.
샅으로 들어간 이후에는 속음부정맥, 음부신경과 함께 음부신경관을 따라 주행한다.

### 가지
속음부동맥은 다음과 같은 가지들을 낸다.
| 남성에서       | 여성에서       | 분포                                          |
| -------------- | -------------- | --------------------------------------------- |
| 아래곧창자동맥 | 아래곧창자동맥 | 항문관                                        |
| 샅동맥         | 샅동맥         | 얕은샅가로근                                  |
| 뒤음낭동맥     | 뒤음순동맥     |                                               |
| 음경망울동맥   | 질어귀망울동맥 | 음경망울, 음경해면체, 망울요도샘 / 질어귀망울 |
| 음경등동맥     | 음핵등동맥     | 귀두, 음경꺼풀, 음경의 피부 / 음핵 등쪽 부분  |
| 깊은음경동맥   | 깊은음핵동맥   |                                               |

깊은음핵동맥은 속음부동맥의 한 가지로서 음핵다리(crus of clitoris)에 혈액을 공급한다. 내부 음부 동맥의 또 다른 가지는 음핵등동맥이다.
샅동맥의 가지로 일반적으로 여겨지는 요도동맥을 일부에서는 속음부동맥이 직접 내는 가지로 간주한다.
남성의 경우 속음부동맥에서 음경으로의 관통동맥을 낸다.

### 변이
남성의 약 70%는 덧(accessory)속음부동맥을 가지고 있다. 이 덧속음부동맥은 속엉덩동맥에서 시작하지 않고 대신 바깥엉덩동맥, 폐쇄동맥, 방광동맥에서 시작한다.

## 기능
속음부동맥은 외부 생식기에 혈액을 공급한다.

## 임상적 중요성
여성의 경우, 속음부동맥이 출산 중 손상될 수 있다. 속음부동맥이 손상되면 혈종을 유발할 수 있으며 일반적으로는 치료 없이 해결되지만 감염으로 인한 농양을 형성할 수 있다.

## 추가 이미지

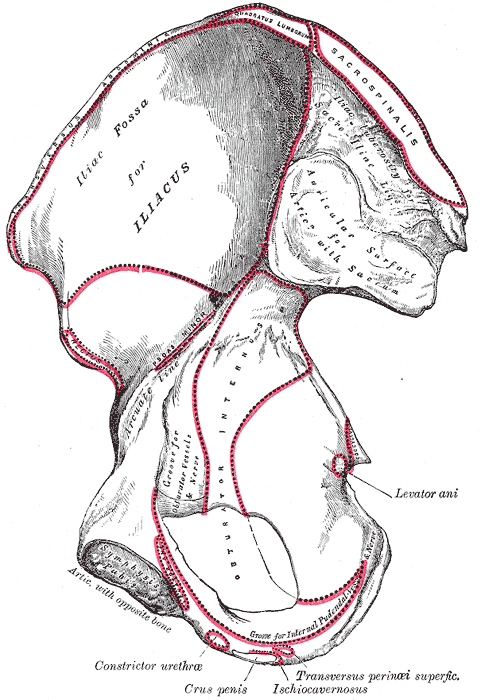
오른쪽 골반뼈 안쪽면.
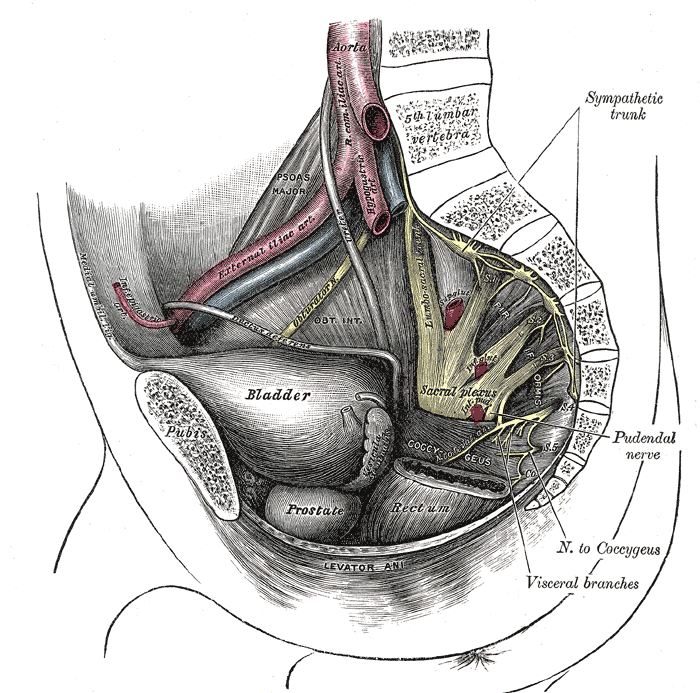
엉치신경얼기와 음부신경얼기를 보여주는 골반 가쪽벽의 해부.
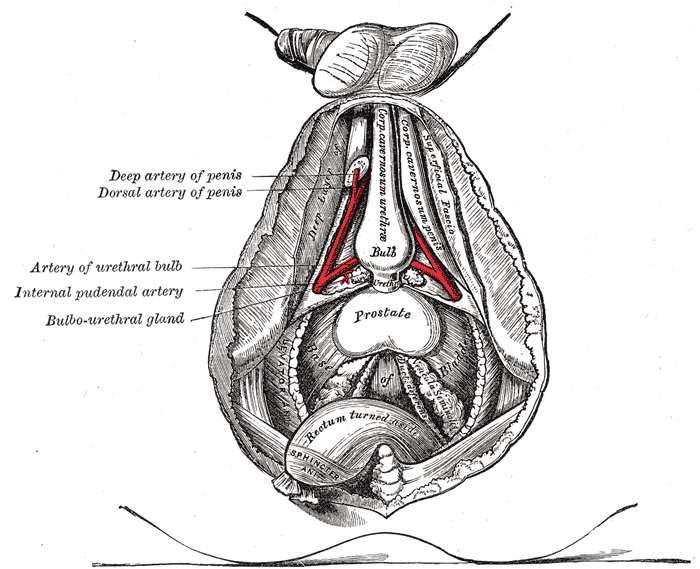
속음부동맥의 더 깊은쪽 가지들.
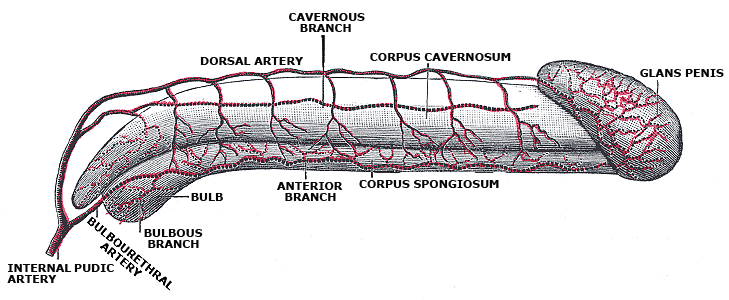
음경에 분포하는 동맥들의 그림.
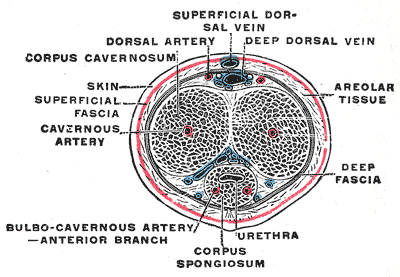
혈관을 보여주는 음경 횡단면.
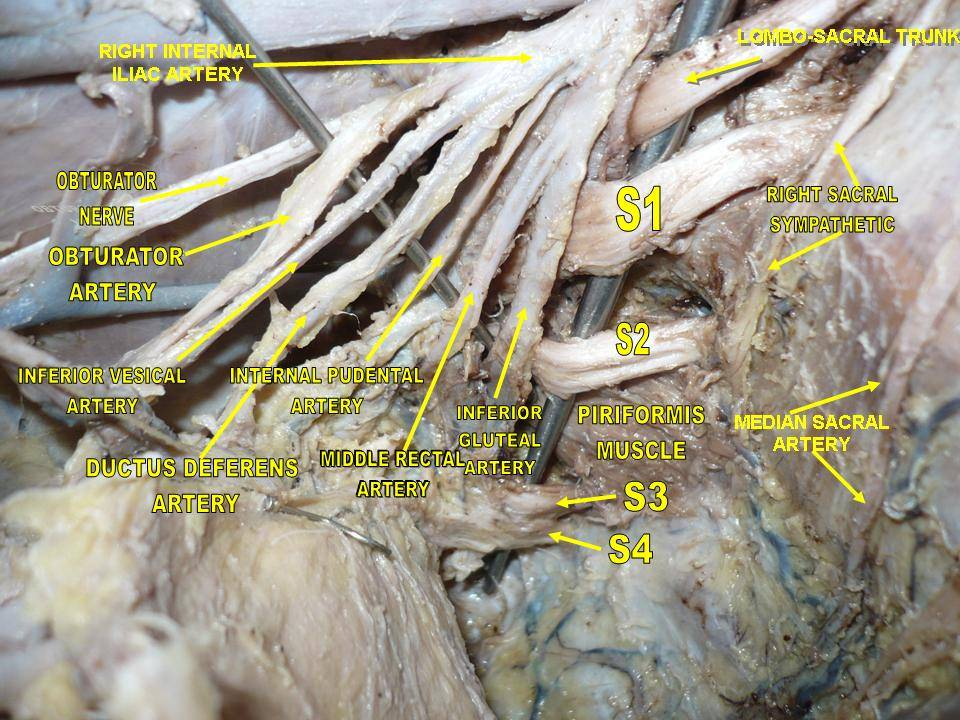
속음부동맥 .깊은 곳 해부, 가쪽에서 본 사진.

## 같이 보기
- 음부신경